# 희천공업대학
희천공업대학(熙川工業大學)은 자강도 희천시에 위치한 조선민주주의인민공화국의 대학교이다. 기계 공업 부문의 기술 인재를 양성하기 위한 기술대학이다.
전신인 평양체신대학(平壤遞信大學)은 1959년 9월 1일에 평양직할시에서 창립되었다. 창립 당시에 대학에는 전신전화과, 라디오공학과 및 특설과가 있었다. 1965년 4월 희천시 전신동에 자리를 옮기고 희천체신대학(熙川遞信大學)이라고 불렀으며, 1969년 7월 21일에 김일성 주석이 희천시를 현지지도하면서 대학의 이름을 현재의 명칭으로 개칭하였다.
현재 대학 산하에는 무선공학부, 전자기구공학부, 전기통신학부, 기계공학부, 자동화공학부, 야간 및 통신학부 등 학부와 전자공학 연구소를 비롯한 연구소 그리고 박사원, 도서관, 실습공장, 출판소 등이 설치되어 있다.

## 같이 보기
- 조선민주주의인민공화국의 대학 목록